# Никодим Крет
Никодим Крет (хресне ім'я Микола, словац. Nikodém Mikulaš Krett; 3 жовтня 1912, Страняни  — 29 квітня 1983, Михайлівці) — словацький церковний діяч, священник-василіянин, доктор богослов'я, єпископ підпільної Церкви.

## Життєпис
Народився 3 жовтня 1912 року в с. Страняни в сім'ї Івана і Марії з дому Кузьмікова. Початкову школу закінчив у рідному селі, після чого навчався у Пряшівській греко-католицькій гімназії. 7 липня 1928 року вступив до Василіянського Чину на новіціят у Мукачівський монастир і 23 лютого 1930 року склав перші монаші обіти. Після новіціяту навчався на гуманістиці в Малому Березному на Закарпатті та Лаврові в Галичині, філософсько-богословські студії закінчив у Добромилі і Кристинополі. Вічні обіти склав 21 травня 1936 року, а священичі свячення отримав 17 липня 1938 року.
Працював спочатку катехитом (від 1939 р.) в Меджилабірцях, потім — від 1944 року був педагогічним виховником студентів Греко-католицької учительської семінарії в Пряшеві, а від 1945 року — сотрудником на парафії у Празі. У цей час на богословському факультеті Празького університету здобув докторат з богослов'я. У 1947 році був іменований професором богослов'я в Пряшеві.
У 1949 році він був засуджений до семи років позбавлення волі. У 1954 році Кошицький суд засудив його до трьох років позбавлення волі, десяти років позбавлення громадянських прав і штрафу в розмірі 1000 крон. Рішення було повністю підтверджено Верховним судом у Празі 12 січня 1955 року. 29 вересня 1957 року він був звільнений з в'язниці і пішов у підпілля.
Працював електриком трамвайних колій, листоношею, займався садівництвом та озелененням в Кошицях. Уділяв хрещення і шлюби в приватних помешканнях, хоронив померлих, підпільно готував молодих семінаристів до священичих свячень.
У 1975 році таємно отримав єпископську хіротонію від єпископа чеської підпільної церкви Фрідоліна Заградніка, однак Апостольський Престол визнав її недійсною.
Помер 29 квітня 1983 року в Михайлівцях і був похований на кладовищі в Пряшеві.